# 愛媛東予養鶏農業協同組合
愛媛東予養鶏農業協同組合（えひめとうよようけいのうぎょうきょうどうくみあい）は、愛媛県西条市にあった農業協同組合（JA）。

## 概要
養鶏の共同販売などを手がける専門農協である。大手スーパーなど得意先の要求に対応できる品質管理体制を構築し、2009年3月期には売上高約40億円を計上した。
しかし、近年は組合員の相次ぐ廃業による生産能力低下で売上高が約28億円（13年3月期）に減少、飼料高騰などによる収益圧迫に加え、過去の不適切な会計処理是正のため純損失約5億3900万円を計上した。 自主再建を断念し、2014年1月に民事再生法を申請、負債額は16億円。愛媛飼料産業の支援を受け、鶏卵販売を中心に事業を継続した。
ビージョイグループの協栄ファームが事業を継承し、2015年3月31日に解散。